# Eressa affinis
Eressa affinis là một loài bướm đêm thuộc phân họ Arctiinae, họ Erebidae.